# Tito e gli alieni
Pour plus de détails, voir Fiche technique et Distribution.
Tito e gli alieni est un film italien réalisé par Paola Randi, sorti en 2017.

## Fiche technique
- Titre  : Tito e gli alieni
- Réalisation : Paola Randi
- Scénario : Paola Randi et Massimo Gaudioso
- Montage : Desideria Rayner
- Musique : Giordano Corapi et Fausto Mesolella
- Pays de production : Italie
- Genre : comédie, science-fiction
- Date de sortie : 2017

## Distribution
- Valerio Mastandrea : Professeur
- Clémence Poésy : Stella
- Luca Esposito : Tito
- Chiara Stella Riccio : Anita
- Miguel Herrera : Luke
- John Keogh : Colonel Daniels
- Angelo Barbagallo : Burt
- Paola Randi : Linda (voix)